# اوراسیل
یوراسیل (U) یک باز نوکلئوتیدی و از مشتقات پیریمیدین است که در ساختار آران‌ای دیده می‌شود. یوراسیل در ساختار آران‌ای به آدنین پیوند می‌شود. در ساختار دی‌ان‌ای بجای یوراسیل تیمین وجود دارد.